# Milieu King B
Pour les articles homonymes, voir King.
Le King B est un milieu de culture qui permet la culture d'êtres unicellulaires..

## Usage
Mise en évidence de la pyoverdine des Pseudomonas du groupe fluorescent.

## Composition
- peptone dite "B"	20,0 g
- glycérol	10,0 g
- hydrogénophosphate de potassium	1,5 g
- sulfate de magnésium heptahydraté	1,5 g
- agar purifié	12,0 g
- pH = 7,2

## Préparation
37 g de poudre par litre. Stérilisation classique. Ajouter 10 mL de glycérol après autoclavage.

## Lecture
La pyoverdine jaunit le milieu. Cette molécule présente une fluorescence à 340 nm. Elle est insoluble dans le trichlorométhane (chloroforme).